# العلاقات التوغوية الروسية
العلاقات التوغولية الروسية هي العلاقات الثنائية التي تجمع بين توغو وروسيا.

## مقارنة بين البلدين
هذه مقارنة عامة ومرجعية للدولتين:
| وجه المقارنة                                              | توغو            | روسيا                                   |
| --------------------------------------------------------- | --------------- | --------------------------------------- |
| المساحة (كم2)                                             | 56.78 ألف       | 17.08 مليون                             |
| عدد السكان (نسمة)                                         | 7.80 مليون      | 146.80 مليون                            |
| الكثافة السكانية (ن./كم²)                                 | 137.37          | 8.59                                    |
| العاصمة                                                   | لومي            | موسكو                                   |
| اللغة الرسمية                                             | لغة فرنسية      | اللغة الروسية                           |
| العملة                                                    | فرنك غرب أفريقي | روبل روسي                               |
| الناتج المحلي الإجمالي (بليون دولار)                      | 4.81 مليار      | 1.58 تريليون                            |
| الناتج المحلي الإجمالي (تعادل القوة الشرائية) بليون دولار | 10.67 مليار     | 3.69 تريليون                            |
| الناتج المحلي الإجمالي الاسمي للفرد دولار أمريكي          | 559             | 9.09 ألف                                |
| الناتج المحلي الإجمالي للفرد دولار أمريكي                 | 1.43 ألف        |                                         |
| مؤشر التنمية البشرية                                      | 0.484           | 0.798                                   |
| رمز المكالمات الدولي                                      | +228            | +7                                      |
| رمز الإنترنت                                              | .tg             | .ru، .рф، .рус ‏، .su                    |
| المنطقة الزمنية                                           | 00              | Magadan Time ‏، ت ع م+02:00، ت ع م+12:00 |

## منظمات دولية مشتركة
يشترك البلدان في عضوية مجموعة من المنظمات الدولية، منها:
| علم المنظمة | اسم المنظمة                        | تاريخ انضمام توغو | تاريخ انضمام روسيا |
| ----------- | ---------------------------------- | ----------------- | ------------------ |
|             | مؤسسة التنمية الدولية              | 21 أغسطس 1962     | 16 يونيو 1992      |
|             | يونسكو                             | 17 نوفمبر 1960    | 21 أبريل 1954      |
|             | مؤسسة التمويل الدولية              | 4 سبتمبر 1962     | 12 أبريل 1993      |
|             | منظمة حظر الأسلحة الكيميائية       | ?                 | ?                  |
|             | الأمم المتحدة                      | 20 سبتمبر 1960    | 24 أكتوبر 1945     |
|             | الاتحاد الدولي للاتصالات           | 14 سبتمبر 1961    | 1866               |
|             | منظمة الشرطة الجنائية الدولية      | ?                 | 27 سبتمبر 1990     |
|             | البنك الدولي للإنشاء والتعمير      | 1 أغسطس 1962      | 16 يونيو 1992      |
|             | الاتحاد البريدي العالمي            | ?                 | ?                  |
|             | وكالة ضمان الاستثمار متعدد الأطراف | 15 أبريل 1988     | 29 ديسمبر 1992     |
|             | منظمة التجارة العالمية             | ?                 | 22 أغسطس 2012      |

## وصلات خارجية
- موقع وزارة الخارجية الروسية